# Júnior da Arisco
João Alves de Queiroz Filho (Goiânia, c. 1953) é um empresário brasileiro. Em 1969, juntamente com seu pai, co-fundou a empresa Arisco e, em 2000, a Hypermarcas. De acordo com a revista Forbes, é uma das pessoas mais ricas do Brasil, com um patrimônio estimado em 2020 de US$ 2,1 bilhões. Também é conhecido como Júnior da Arisco.